# Pedosphäre
Die Pedosphäre (zu griechisch pédon „Erdboden“) ist der von Böden eingenommene Bereich der Erdoberfläche, in dem sich die Lithosphäre, die Hydrosphäre, die Atmosphäre und die Biosphäre überschneiden bzw. wechselseitig durchdringen. Man kann auch sagen, die Pedosphäre umfasst die Gesamtheit der Böden des Planeten Erde.
Die Überschneidung von Litho-, Hydro-, Atmo- und Biosphäre spiegelt sich in der Natur der Böden. Der Boden (im bodenkundlichen Verständnis) besteht aus Elementen der vier anderen Sphären: Die lithosphärische Schnittmenge wird gebildet vom Ausgangsgestein des Bodens: Ist ein Gestein atmosphärischen Einflüssen ausgesetzt (Niederschläge, wetter- oder tageszeitlich bedingte Temperaturschwankungen usw.), verwittert es. Die verwitterte mineralische Gesteinssubstanz, gemischt mit aerob zersetzter organischer Substanz, überwiegend von Pflanzen geliefert, wird als Boden bezeichnet, der Prozess der Entstehung von Böden als Bodenbildung.
Böden enthalten im Porenraum Wasser und Luft, was die Überschneidung der Lithosphäre mit der Hydrosphäre und Atmosphäre repräsentiert. Bodenwasser und -luft wechselwirken mit der mineralischen und organischen Substanz, unter anderem in Form von Lösungs- oder Ausfällungsvorgängen.
Das Edaphon ist die Gesamtheit der im Boden lebenden Organismen und damit die biosphärische Schnittmenge der Pedosphäre. Es ist unverzichtbar zur Aufrechterhaltung der organischen Stoffkreisläufe in der Pedosphäre und hat überdies durch Bioturbation Einfluss auf das Ausmaß der Wechselwirkungen zwischen den litho-, hydro- und atmosphärischen Anteilen des Bodens.
Die Mächtigkeit (Dicke) der Pedosphäre schwankt in Abhängigkeit von klimatischen und morphologischen Faktoren. In kaltem und/oder trockenem Klima und in Hochlagen ist die Pedosphäre eher geringmächtig, teilweise nur wenige Zentimeter, in warmem und feuchtem Klima und in Senken eher mächtig, im Bereich mehrerer Dezimeter. Insbesondere in den feuchten Tropen können Böden mit Mächtigkeiten von 50 Metern und mehr auftreten.